# Clogher Fort
Clogher Fort (oder Clogher Cashel, Cashelmore, irisch An Caiseal Mór, „das große Cashel“) liegt im Townland Clogher (An Clochar) in der Coolavin Demesne (Cúil Ó bhFinn) westlich des Dorfes Monasteraden im County Sligo in Irland.
Das Dun ist gut erhalten und von Gebäuden aus dem 19. Jahrhundert umgeben. Es besteht aus einer runden etwa 2,0 bis 4,3 m hohen Außenmauer von 26 m Durchmesser, die aus großen Felsbrocken an der Basis und kleineren im oberen Bereich erbaut ist. An der Innenseite der Mauer gibt es eine Reihe von Stufen, die den Zugang auf die Mauer ermöglichen. Der Zugang zum Innenbereich liegt an der Südostseite und ist ein 1,8 m breiter Durchgang.
Duns oder Cashels sind das seltenere Äquivalent der irdenen Raths. Sie sind mit etwa 45.000 Stück Irlands häufigste Denkmalart. Ihre Datierung ist schwierig, die meisten entstanden eisenzeitlich oder später und wurden noch etwa von 800 bis 1500 n. Chr. genutzt. Die Steinforts gehören vor allem in die frühchristliche Zeit (450–800 n. Chr.), einige stammen aus früherer Zeit.

## Die Souterrains
Das Innere des Dun liegt etwa einen Meter höher als das Außenniveau, vielleicht um die Souterrains besser unterzubringen zu können. Die unterirdischen Strukturen bestehen normalerweise aus Gängen und Kammern. Bei Souterrains wird zwischen „earth-cut“, „rock-cut“, „mixed“, „stone built“ und „wooden“ (z. B. Coolcran, County Fermanagh) Souterrains unterschieden.
Ein Souterrain befindet sich nordöstlich vom Zugang. Es führt zur Mauer, biegt nach links, erstreckt sich durch die Mauer und endet in einer kurzen Kammer. Im südwestlichen Teil des Duns führen acht Stufen in ein anderes Souterrain hinab. Es erstreckt sich 8,1 m nach Süden, führt als Kriechgang unter die Mauer und in einem geschwungenen Bogen über eine beträchtliche Entfernung nach Westen.

### Zweck
Der Zweck der Souterrains ist seit der Ausgrabung von Windwick nicht mehr völlig unbekannt. Interpretationen als Verteidigungsanlagen, Ställe oder Vorratsspeicher wurden verworfen. Am wahrscheinlichsten ist eine kultische Funktion.

### Souterrain Ware
Funde in Souterrains sind selten. Jedoch fand sich in mehreren, z. B. Downview, in Westpark, in der Nähe von Belfast, flache Keramik, welche, obwohl nicht datierbar, im nordöstlichen Teil der Insel offenbar aus frühchristlicher Zeit stammt. Sie wird Souterrain Ware genannt, obwohl sie in Ringforts wie Lissue und Ballyaghagan im County Antrim und in Crannógs wie dem im Lough Faughan im County Down oder in Siedlungen zahlreicher vertreten ist.

## Die Cure Stones
Der Heilige Attracta aus dem 5. Jahrhundert war ein bekannter Wunderheiler. Seine Heilige Quelle außerhalb von Monasteraden soll die Heilung verschiedene Krankheiten wie Warzen bewirken. Die Quelle ist von einer Mauer umgeben, auf der mehrere runde Steine einzementiert sind. Besucher hantieren gerne mit den Steinen, während Frauen die Hilfe bei Geburten suchen und die Steinkugel für eine gewisse Zeit nach Hause mitnehmen. Die lokale Sitte war bis vor kurzem fast vergessen, wurde aber wiederbelebt und der Fruchtbarkeitsaspekt der „Schlangeneier“ wird auf die alten Weise angewendet.